# Imsaludden
Imsaludden (finska: Imsalonniemi) är en halvö i Finland.   Den ligger i landskapet Kymmenedalen, i den södra delen av landet, 90 km öster om huvudstaden Helsingfors. Imsaludden ligger på ön Mogenpört.